# Arquitectura neomediterránea

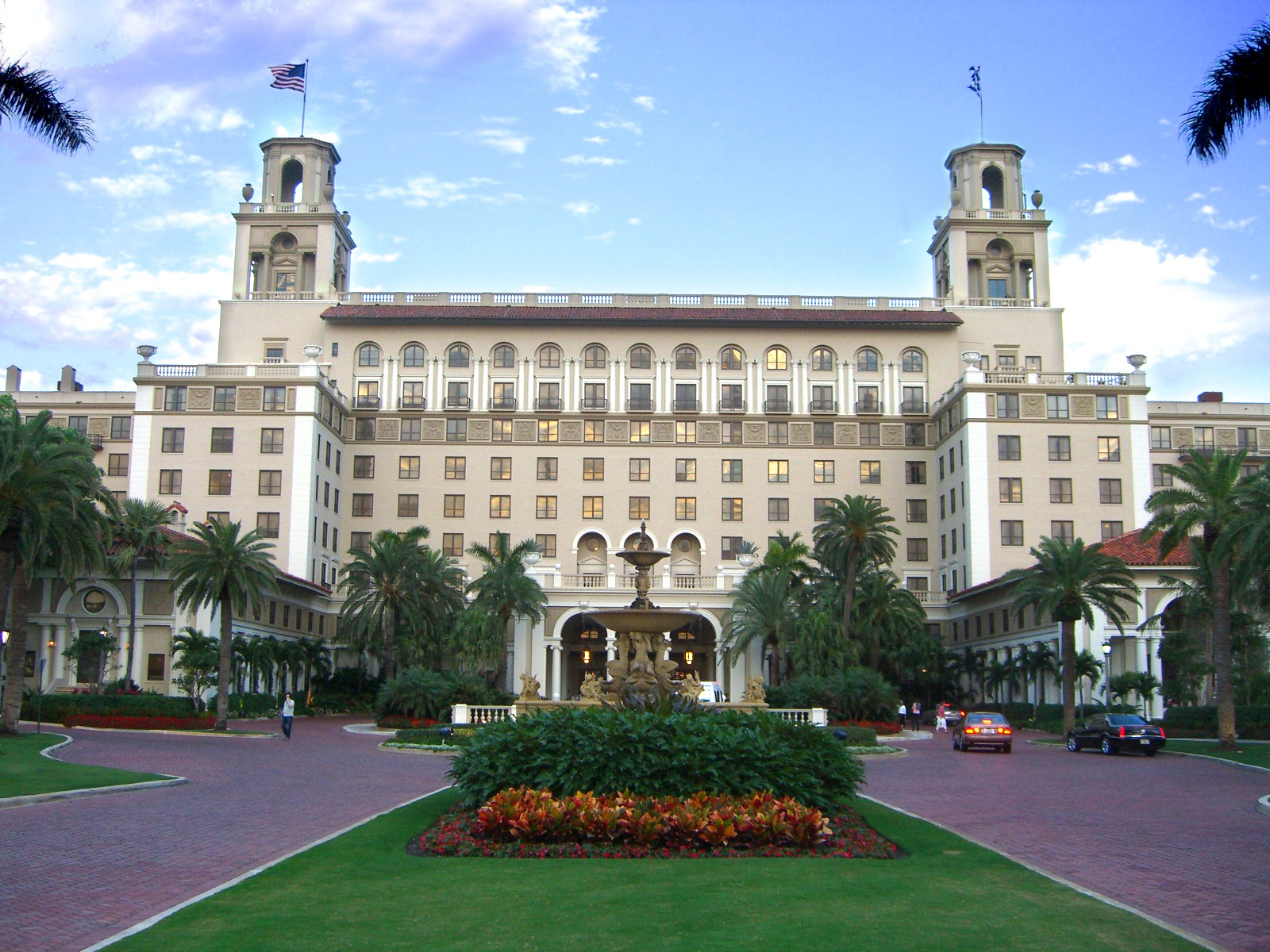
El Breakers Hotel en Palm Beach (Florida) es un importante ejemplo del estilo neomediterráneo.

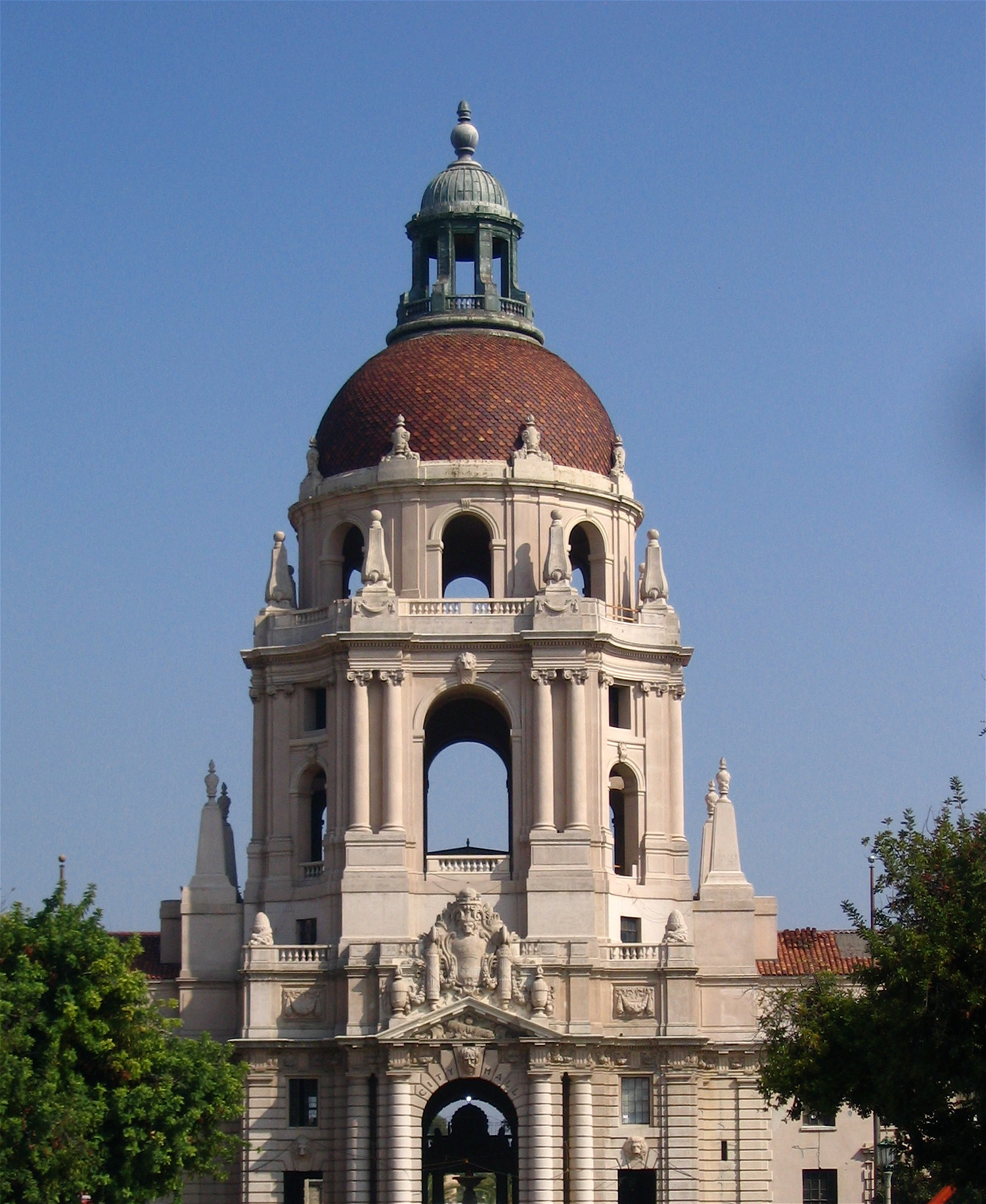
El Palacio Municipal de Pasadena, en California, también es un ejemplo del City Beautiful Movement.

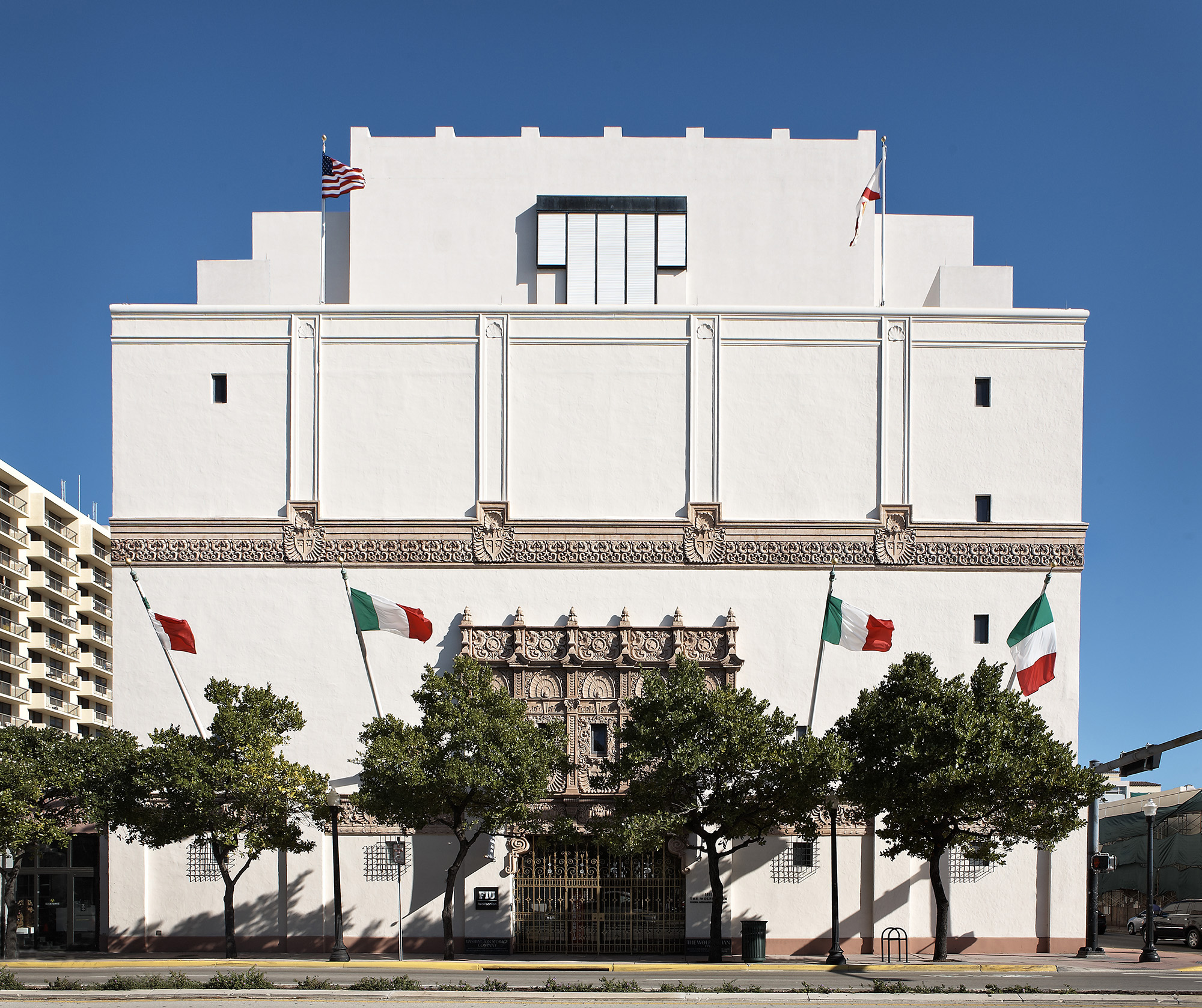
Situado en Miami Beach, y construido en 1927 para albergar la Washington Storage Company, el Wolfsonian-FIU abrió al público en 1995 como un museo y centro de investigación.

La arquitectura neomediterránea es un estilo arquitectónico que surgió a finales del siglo xix en los Estados Unidos, incorporando elementos de los estilos renacentista español, colonial español, renacentista italiano, colonial francés, beaux arts, andalusí y gótico veneciano. Tuvo su pico de popularidad durante las décadas de 1920 y 1930. Este movimiento se basaba en gran medida en el estilo de los palacios y villas mediterráneos situados junto al mar y lo aplicó a los resorts costeros, en rápida expansión, de Florida y California.
Los edificios de este estilo se basan en una planta rectangular y tienen fachadas imponentes y simétricas. Entre sus características están los muros estucados, los techos cubiertos de baldosas rojas, las ventanas con forma de arco o círculo, los balcones de madera o hierro forjado con rejas en las ventanas y los marcos articulados de las puertas. Ocasionalmente se usaban claves. La ornamentación podía ser simple o grandiosa, y a menudo presentan jardines exuberantes.
El estilo se aplicó con mayor frecuencia a hoteles, edificios de apartamentos, edificios comerciales y residencias privadas. Los arquitectos August Geiger y Addison Mizner fueron los más destacados en Florida, mientras que en California trabajaron Bertram Goodhue, Sumner Spaulding y Paul Williams. También hay ejemplos de este estilo en Cuba, como el Hotel Nacional de Cuba en La Habana.
Entre los ejemplos más relevantes de este estilo pueden citarse:
- E. W. Marland Mansion en Ponca City (Oklahoma), completada en 1928.
- Hayes Mansion en San José (California), completada en 1905.
- Rose Crest Mansion (actualmente parte de The Mary Louis Academy) en Jamaica Estates, Nueva York, completada en 1909.
- Delaware and Hudson Passenger Station en Lake George (Nueva York), construida entre 1909 y 1911.
- Villa Vizcaya en Miami (Florida), completada en 1914.
- Presidio Real en San Francisco (California), completado en 1912.
- The Ambassador Hotel en Los Ángeles (California), completado en 1921 (demolido).
- Allouez Pump House en Allouez (Wisconsin), completada en 1925.
- Torre de la Libertad en Miami (Florida), completada en 1925.
- The Twilight Zone Tower of Terror en Walt Disney World, Orlando (Florida), completada en 1994.
- Vinoy Park Hotel en St. Petersburg (Florida), completado en 1925.
- Snell Arcade en St. Petersburg (Florida), completado en 1925.
- Boca Raton Resort & Club en Boca Ratón (Florida), completado en 1926.
- Biltmore Hotel en Coral Gables (Florida), completado en 1926.
- Fort Harrison Hotel en Clearwater (Florida), completado en 1926.
- Cà d'Zan (antiguo John Ringling Estate) en Sarasota (Florida), completada en 1926.
- Francis Marion Stokes Fourplex en Portland (Oregón), completada en 1926.
- Florida Theatre en Jacksonville (Florida), completado en 1927.
- Palacio Municipal de Pasadena en Pasadena (California), completado en 1927.
- Nottingham Cooperative en Madison (Wisconsin), completada en 1927.
- Greenacres (antiguo Harold Lloyd Estate) en Beverly Hills (California), completada en 1928.
- Don CeSar Hotel en St. Pete Beach (Florida), completado en 1928.
- Beverly Shores Railroad Station en Beverly Shores (Indiana), completada en 1928.
- Catalina Casino en Avalon (California), completado en 1929.
- Port Washington Fire Engine House en Port Washington (Wisconsin), completada en 1929.
- Casa Casuarina (antigua mansión de Gianni Versace) en Miami Beach (Florida), completada en 1930.
- Santa Fe Railway Depot en Fullerton (California), completado en 1930.
- Town Club en Portland (Oregón), completado en 1931.
- Beverly Hills City Hall en Beverly Hills (California), completado en 1932.
- Cooley High School en Detroit (Míchigan), completada en 1928.
- Sunrise Theatre en Fort Pierce (Florida), completado en 1922.
- The Church of Scientology's Flag Building en Clearwater (Florida), completado en 2011.
- Plymouth County Hospital, un hospital de tuberculosis en Hanson (Massachusetts), completado en 1919.
- El Wolfsonian-FIU en Miami Beach (Florida), completado en 1927.